# Daguech dur
Le daguech dur (hébreu : דגש חזק daguesh hazak ; latin : daguesh forte) ou qaflan (כפלן) est un signe diacritique de l'alphabet hébraïque, représenté graphiquement par un point au centre de la lettre, et utilisé en grammaire hébraïque pour signaler les consonnes géminées existant dans les mots indépendamment de leur position et de leur fonction dans les phrases.
אֲחַלֵּק
aḥalleḳ (« je diviserai » en hébreu). Le point au centre de la lettre lamed est un daguech dur.

## Qualité phonétique
Le système de ponctuation massorétique de l'école massorétique de Tibériade a introduit le daguech dur pour indiquer une prononciation plus longue du phonème. Il est retranscrit par un redoublement de la lettre correspondante, et permet de discerner des mots homographes sinon (par exemple ימים yamim, les jours et ימּים yammim, les mers). 
Cette différence phonétique, peut-être encore en usage dans la période mishnaïque de l'hébreu, disparaît dans les périodes ultérieures. 
Le daguech dur n'est actuellement plus prononcé que dans la liturgie des Juifs yéménites ou pour produire un effet solennel, théâtral voire comique.

## Règles dudaguechdur
Le daguech dur peut apparaître sur presque toutes les lettres. Il est cependant beaucoup plus rare sur les consonnes gutturales (aleph א, he ה, het ח, ayin ע), et le resh.
La présence d'un daguech dur peut être entièrement morphologique, mais elle indique plus souvent un allongement pour compenser la perte d'une consonne. Il se retrouve :
- lorsque la lettre suit un article défini. Ainsi, שָׁמָיִם[1] (shamayim, cieux) devient הַשָּׁמַיִם[2] (hashshamayim, les cieux).
- après un préfixe mem- avec un hirik (מִ mi) ou avec un tzere (מֵ mei), où ce préfixe est une abréviation du mot min. Ainsi מִן יָדֶךָ (min yadekha de tes mains) est devenue מִיָּדֶךָ[3] (miyyadekha).
- en compensation de l'élision d'une lettre de la racine hébraïque : לָקַחְתִּי[4] (lakaḥti j'ai pris) devient, au futur וַיִּקַּח[5] (vayyikkaḥ il prendra).
- après un waw conversif imparfait qui, en hébreu biblique, transforme un verbe au parfait en un verbe à l'imparfait. Par exemple, יֵלֵךְ[6] (yèlekh qu'il aille) devient וַיֵּלֶך[7] (vayyelekh il alla).
- comme marqueur d'un binyan. Par exemple:
  - il est placé comme première lettre de la racine d'un mot à la forme imparfaite du binyan niphal (forme passive) ;
  - il est placé en seconde lettre de la racine d'un mot au binyan piel (par exemple, אֲחַלֵּק[8] aḥallèk Je diviserai) ou au binyan poual ;
  - il est placé en seconde lettre de la racine d'un mot au binyan hithpael (forme réfléchie), par exemple וַיִתְחַזֵּק[9] vayitḥazzèk, il se renforça).

Il arrive que par le jeu des suffixes qu'une consonne normalement pourvue d'un redoublement se trouve en fin de mot ; dans ce cas, le daguech disparaît purement et simplement. Ainsi עַמּי (`ammi mon peuple) devient עַם (`am peuple).